# Marco Misciagna
Marco Misciagna (født 5. februar 1984 i Bari) er en italiensk violinist og bratschist.

## Biografi
Marco Misciagna dimitterede i en alder af 15 i violin og bratsch ved N. Piccinni-konservatoriet i Bari og opnåede senere diplom ved Accademia Nazionale di Santa Cecilia i Rom.
Han studerede derefter hos Corrado Romano og hos Đorđe Trkulja (tidligere første violin fra Zagreb Quartet).
Han studerede hos Salvatore Accardo på Accademia Stauffer i Cremona, hos Boris Belkin og hos Jurij Basjmet på Accademia Chigiana i Siena, hvor han blev tildelt to æresdiplomer og to gange vandt prisen Monte dei Paschi di Siena, som bedste violinist og bedste bratschspiller i skolen (første gang i akademiets historie).
Marco Misciagna har i en årrække været solist ved Malagas strygerorkester og har gæstet store koncertsale og internationale orkestre.
Han er æresprofessor ved S.Rakhmaninov Statskonservatorium i Tambov, Fjernøstens Kunstakademi i Vladivostok (Rusland), Institut Supérieur de Musique de Sousse (Universitetet i Sousse, Tunesien), Estaban Salas-konservatoriet i Santiago de Cuba, Pettman National Junior Academy of Music (Auckland, New Zealand), Komitas State Conservatory of Yerevan (Armenien).
Hans cd-album, dedikeret til Bartolomeo Campagnolis 41 Capricer for bratsch op. 22 og produceret af Brilliant Classics, blev tildelt to guldmedaljer ved Global Music Awards  i Californien.
I 2018 blev han tildelt guldmedalje af Ukraines vicepremierminister for fejringen af 150-års jubilæet for Ukraines Nationale Operahus (en) i Kyiv.

## Diskografi

### Album
- Christmas in Classic - Marco Misciagna, Vito Vilardi (Terramiamusic - 2010)
- Carulli, Giuliani, Paganini - Marco Misciagna, Vito Vilardi (Digressione Music - DCTT113 - 2018)
- Sette - Marco Misciagna (Digressione Music) [14]
- The Curve Of A Day - Marco Misciagna
- Beautiful Melodies for bratsch og klaver - Marco Misciagna (IMD - 2021)
- Kammer og klaver soloværker, vol. 3 - Marco Misciagna [15]
- The Greatest Movie Soundtracks for Bratsch og Klaver - Marco Misciagna (IMD - 2022)
- Maurice Vieux komplet musik for uledsaget bratsch - Marco Misciagna (Digressione Music - DCTT129 - 2022) [16]
- Bartolomeo Campagnoli: 41 Caprices for bratsch op. 22, sat for bratsch og klaver af Carl Albert Tottmann - Marco Misciagna, bratsch (Brilliant Classics - 96551 - 2022)[17]
- Federigo Fiorillo: 36 Caprices op.3 for violin, transskriberet for bratsch af Marco Misciagna - Marco Misciagna, bratsch (Brilliant Classics - 97018 - 2023) [18]
- Albrecht Blumenstengel: 24 Etudes Op.33 for violin, transskriberet for bratsch af Marco Misciagna - Marco Misciagna, bratsch (MM - 2023)[19]
- Richard Hofmann: 15 Studies Op.87 for Bratsch - Marco Misciagna, bratsch (MM - 2024)[20]
- Francesco Paolo Supriani: 12 Toccatas for Cello, transskriberet for bratsch af Marco Misciagna - Marco Misciagna, bratsch (MM - 2024)[21]
- Émile Poilleux: 20 Études chantantes et caractéristiques for Violin, transskriberet for bratsch af Marco Misciagna - Marco Misciagna, bratsch (MM - 2024)[22]
- Antonio Bartolomeo Bruni: 25 etuder for bratsch (verdenspremiereoptagelse). Marco Misciagna, bratsch (MM - 2024)[23]
- Franz Anton Hoffmeister: 12 etuder for bratsch. Marco Misciagna, bratsch (MM - 2025)[24]
- Agustín Barrios Mangoré: Kompositioner arrangeret for bratsch solo af Marco Misciagna. Marco Misciagna, bratsch (MM - 2025)[25]
- Georg Abraham Schneider: 6 Solos for bratsch, op. 19 og variationer, op. 44 (arrangeret for bratsch af Marco Misciagna). Marco Misciagna, bratsch (MM - 2025)[26]

### Singler og EP'er
- Bohemian Rhapsody, sat for bratsch af Marco Misciagna (Live) / (MM - 2024)[27]
- Tico-Tico no Fubá, sat for bratsch af Marco Misciagna (Live) / (MM - 2024)[28]
- Samba for Viola Solo (Live), Marco Misciagna (komponist og bratsch) / (MM - 2024)[29]
- Heinrich Ignaz Franz von Biber: Passacaglia sat for bratsch af Marco Misciagna (Live)  / (MM - 2024)[30]
- Johann Sebastian Bach: Sonata No.1, BWV 1001, transskriberet for bratsch af Marco Misciagna - Marco Misciagna, bratsch (Live) / (MM - 2024)[31]
- Johann Sebastian Bach: Toccata og Fuga BWV 565, sat for bratsch af Marco Misciagna (Live) / (MM - 2024)[32]
- Marco Anzoletti: Fire etuder for bratsch solo – Etuder nr. 2 og 5 (1919) / Etuder nr. 2 og 11, op. 125 (1929). Marco Misciagna, bratsch (MM - 2024)[33]
- Jiří Herold: Etuder for bratsch (verdenspremiereoptagelse). Marco Misciagna, bratsch (MM - 2024)[34]

## Anerkendelse
- 2017 - "Arte, Sport e territorio" - Excellence i Puglia [35]
- 2019 - International Award "Fontane di Roma" (37. udgave) [36]
- 2019 - Elmo Prisen "Stories of Ordinary Culture" [37]
- 2019 - International Award - Guldmedalje "Maison des Artistes" (Sapienza Universitet i Rom);
- 2019 - Constantinus Magnus International Award (Constantinian Nemagnic Order of St.Stephen); [38]
- 2019 - "Vigna d'Argento" Prisen (Palazzo Montecitorio, Deputeretkammeret, Rom); [39]
- 2019 - International Award "Hertuginde Lucrezia Borgia" [40]
- 2019 - City of Naples International Award for Art, Culture and Fashion, 9th Edition Academy Oscar [41]
- 2019 - "Cicero Award" (Fondazione "Marco Tullio Cicerone") [42]
- 2019 - Vincenzo Crocitti Prisen ("VINCE International", Rom) [43]
- 2019 - "Golden Histonium" Award [44]
- 2019 - Mona Lisa Award 2019 [45]
- 2020 - Ubaldo Lay Award [45]
- 2020 - Silver Chimera Award [46]
- 2021 - "Silver Eagle" Prisen [47]

- Fortjenstmedalje for Sølvjubilæet af den Militære Konstantinerorden i St. George, uddelt den 16. april 2016; [48]
- Sølvmedalje til 300 års jubilæet for Bolla Militantis Ecclesiae" annonceret af pave Clemens XI over St. Georgs orden af St. Militær Konstantin den 27/05/2018; [48]
- Guldmedalje - Fejring af 150-årsdagen for Ukraines Nationalopera (maj 2018) [13]
- Ayvalık City æresborgerskab - Tyrkiet (februar 2018) [49]
- Medalje for samarbejde i Ukraine. nr. 988 - 2. november 2020 [50]
- Medalje af Sankt Georgs orden af Ukraine. nr. 1725 - 2. november 2020 [51]
- Fornem gæst i byen Santiago de Cuba